# Цяло число
Целите числа са числова област {\displaystyle \mathbb {Z} }, която се получава чрез разширяване на множеството на естествените числа с изискването операцията изваждане a − b (като обратна операция на събирането) да може да се извършва в него еднозначно за всяка наредена двойка естествени числа (а, b). Освен естествените числа ℤ съдържа и отрицателните цели числа −1, −2, −3, ...и т.н. и 0.
```
ℤ = {..., −3, −2, −1, 0, 1, 2, 3, ...}.
```

Отрицателните числа са въведени в математическа употреба от Михаел Щифел (1487 – 1567) през 1544 г. и от Никола Шуке (1445 – 1500).
Сумата, разликата и произведението две цели числа също са цели числа. ℤ е безкрайно множество.

## Основни свойства на събирането и умножаването на цели числа
- Асоциативен закон относно събирането и умножаването: a + (b + c) = (a + b) + c, a (b c) = (a b) c.
- Комутативен закон относно събирането и умножаването: a + b = b + a, a b = b a.
- Съществуване на неутрален елемент: a + 0 = a, a. 1 = a.
- Съществуване на противоположен елемент −a: a + (−a) = 0.
- Дистрибутивен закон на умножаването относно събирането: a(b + c) = ab + ac.

На езика на абстрактната алгебра първите пет от изброените свойства на събирането на цели числа показват, че ℤ е абелова група относно бинарната операция събиране и следователно е и циклична група, тъй като всеки ненулев елемент на ℤ може да се запише като крайна сума 1 + 1 + = ... + 1 или (−1) + (−1) + ... + (−1). Фактически ℤ е единствената безкрайна циклична група относно събирането поради това, че всяка безкрайна циклична група е изоморфна на групата {ℤ, +}.
ℤ обаче не е група относно умножението, а също не е и поле. Най-малкото поле, съдържащо целите числа, е множеството на рационалните числа ℚ.
Изброените свойства на целите числа показват, че ℤ е комутативен пръстен с единица относно събирането и умножаването.
Обикновеното деление не е дефинирано в множеството на целите числа, но е дефинирано т.нар. деление с остатък: За всеки цели числа a и b, b ≠ 0, съществува единствена двойка цели числа
q и r, за която a = bq + r и 0 ≤ r < |b|. Тук а е делимо, b – делител, а r – остатък. На тази операция се основава алгоритъмът на Евклид за намиране на най-голям общ делител на две цели числа.

## Теоретико-множествени свойства
ℤ е безкрайно, наредено линейно множество, т.е.
... < −3 < −2 < −1 < 0 < 1 < 2 < 3 < ...
Едно цяло число е положително, ако е по-голямо от нулата и отрицателно, ако е по-малко от нулата. По дефиниция нулата не е нито положително, нито отрицателно число.
Наредбата на целите числа е свързана с алгебричните операции по следния начин:
За произволни цели числа a, b, c са в сила неравенствата:
- Ако a < b и c < d, то a + c < b + d.
- Ако a > b и c > 0, то a * c > b * c. (Лесно се доказва, че при c < 0 имаме a * c < b * c.)

Оттук следва, че ℤ с горната наредба е нареден пръстен.